# Karangsono (Ngunut)
Karangsono is een bestuurslaag in het regentschap Tulungagung van de provincie Oost-Java, Indonesië. Karangsono telt 2722 inwoners (volkstelling 2010).